# وقعة خاريستان
وقعة خاريستان كانت معركة بين القوات الأموية وقوات التورجش التركية وقد حدثت في ديسمبر من العام 737 بالقرب من بلدة خاريستان في جوزجان، شرق خراسان (شمال أفغانستان الحديثة). تمكن الأمويون، في ظل حاكم خراسان، أسد بن عبد الله القسري، من مفاجأة وهزيمة خاقان التورجش، سولوك وحليفه، المنشق العربي الحارث بن سريج.
غزت الجيوش المسلمة التابعة للدولة الأموية معظم ما وراء النهر في السنوات الأولى من القرن الثامن، كجزء من الفتوحات الإسلامية. منذ قرابة العام 720، واجه الحكم الأموي تحديًا متزايدًا إثر هجمات التورجش البدو الترك من الشمال، وثورات الأمراء الأصليين في ما وراء النهر. بعد هزيمة كبرى في وقعة الشعب في العام 731، فقد الأمويين السيطرة على معظم ما وراء النهر، بينما قاد الحارث بن سريج - في الأعوام من 734 حتى 736 - تمردًا كبيرًا ضد حكام الخلافة في خراسان نفسها. أدى تعيين المحارب المخضرم أسد بن عبد الله القسري إلى هزيمة بن سريج، لكن محاولة أسد في العام 737 لاستعادة السيطرة الأموية على خطل انتهت بكارثة عندما هاجم التورجش جيشه. ومع أن أسد تمكن من إنقاذ معظم قوته، فقد تكبد خسائر فادحة حيث خسر معظم أمتعة قطار جيشه ومرافقته في يوم الأثقال في 30 سبتمبر. بعدها، انسحب أسعد إلى بلخ، تاركًا الميدان للتورجش.
في الوقت الذي جرى فيه تسريح الجيش المسلم وعاد إلى منازله لفصل الشتاء، غزا حاكم التورجش سولوك، بعد نصيحة بن سريج، باختر. ترك هذا أسد مع عدد أقل لمواجهة غزو التورجش، ولكن عندما قام حاكم التورجش بتفريق جيشه للإغارة وجمع الأعلاف، انتهز أسد الفرصة لمواجهته حيث فاجئ سولوك، الذي كان معه حوالي 4000 جندي، ب7000 رجل، وهزمه بالقرب من خاريستان. تمكن حاكم التورجش وبن سريج من الفرار، ولكن معسكره سقط في أيدي المسلمين ودَمّرت معظم العصابات المتجولة في جيشه. عزز هذا النصر غير المتوقع الموقف الأموي المهدّد في خراسان، في الوقت الذي قلل فيه من مكانة سولوك، الذي وقع ضحية لمنافسات التورجش في أوائل العام 738. كان خليفة أسد نصر بن سيار قادرًا على استخدام انهيار سلطة التورجش، حيث أعاد في قرابة العام 743 الوضع المسلم في ما وراء النهر إلى ما كان عليه قبل تدخل التورجش.

## خلفية
غزا المسلمون العرب في الخلافة الأموية تحت قيادة قتيبة بن مسلم ما وراء النهر في الأعوام 705 و715 بعد الفتح الإسلامي لبلاد فارس وخراسان في منتصف القرن السابع. بقي ولاء السكان الأصليين الإيرانيين والترك للأمويين محل تساؤل، وفي العام 719 أرسل عدة أمراء في ما وراء النهر التماسًا إلى الديوان الصيني وأتباعهم التورجش من أجل الحصول على مساعدات عسكرية ضد حكام الخلافة. ردًا على ذلك، شن التورجش من حوالي العام 720 سلسلة من الهجمات ضد الأمويين في ما وراء النهر إلى جانب انتفاضات بين السكان الأصليين في بلاد الصغد. تمكن الحكام الأمويون في البداية من قمع الاضطرابات، لكنهم فقدوا السيطرة على وادي فرغانة وعانى العرب في العام 724 من كارثة كبرى ("يوم العطش") أثناء محاولتهم إعادة السيطرة عليها. لقد قامت الحكومة الأموية ببعض المحاولات الفاترة لاسترضاء السكان المحليين وكسب دعم النخب المحلية ولكن في العام 728 اندلعت انتفاضة واسعة النطاق. وبمساعدة التورجش، جرى طرد الحاميات الأموية، وفقدت الخلافة معظم البلاد باستثناء المنطقة المحيطة بسمرقند.
عانى الأمويون من هزيمة كبرى أخرى في وقعة الشعب العام 731، وبعدها فقدوا سمرقند أيضًا. استعاد الصغديون تحت حكم غورك استقلالهم، في حين تقلص النشاط العسكري المسلم شمال نهر جيحون بشدة، حيث ركز الأمويون جهودهم للسيطرة على إمارات طُخارستان في أعالي وادي جيحون. بالإضافة إلى ذلك، كانت السلطات الأموية منشغلة بتمرد الحارث بن سريج في خراسان نفسها. اندلعت الثورة في أوائل العام 734 وانتشرت بسرعة في جميع أنحاء المقاطعة وحشدت الدعم من جانب شريحة كبيرة من السكان الأصليين الإيرانيين. وعند نقطة واحدة هدد جيش المتمردين عاصمة المقاطعة مرو. نجح وصول المتمرس أسد بن عبد الله القسري، الذي شغل منصب حاكم خراسان في الأعوام 724 حتى 727 والذي أحضر معه الآن 20 ألف من الجنود الشاميين المخضرمين والموالين، في عكس اتجاه التيار وقمع ثورة بن سريج، مع أن زعيم المتمردين نفسه تمكن من الهرب.
في العام 737، أطلق أسد حملة في إمارة خوتال، التي دعم حكامها تمرد التورجش وبن سريج. كان أسد ناجحًا في البداية، لكن الخوتاليين طلبوا المساعدة من التورجش. قاد خاقان التورجش سولوك زهاء 50 ألف من رجاله جنوبًا. تلقى أسد إشعارًا ضئيلًا جدًا بهذا الأمر، وعند الاقتراب من التورجش، أصيب الجيش الأموي بالذعر وهرب إلى جيحون. ووسط الكثير من الارتباك، ومع وجود التورجيين خلفهم، تمكنت القوات الأموية من عبور النهر. لكن تبعهم التورجيين الذين هاجموا الأمويين في معسكرهم. في اليوم التالي الذي وافق 30 سبتمبر، عثر التورجش على الحقائب الأموية واستولوا عليها وقضوا على الصغانيان المتحالفين مع القوات الأموية، والذين أرسلهم أسد إلى الأمام، في ما سمي بيوم الأثقال.

## المعركة
كانت الحملة كارثة بالنسبة لأسد ولجيشه الشامي بشكل رئيسي؛ لقد انهارت السيطرة الأموية شمال جيحون بالكامل، وبينما كان الحاكم قادرًا على الهروب من الدمار التام، فقد تعرض لخسائر كبيرة. قاد أسد قواته إلى بلخ، لكن التورجش بقوا في طُخارستان، حيث انضم إليهم بن سريج. بما أن العرب لم يقموا بحملات خلال فصل الشتاء، فقد قام أسد بتسريح رجاله. وبناءً على دعوة بن سريج، من ناحية أخرى، قرر خاقان التورجش شن هجوم شتوي على طُخارستان السفلى، على أمل دفع السكان المحليين للتمرد ضد الأمويين. في هذا لم ينضم إليه من قبل ابن سريج وأتباعه فسحب، ولكن معظم الأمراء الأصليين من سوجديانا وطُخارستان.
علم أسد بهذا في مساء يوم 7 ديسمبر، عندما وصلت الرسائل إلى بلخ تفيد بأن التورجش وحلفائهم البالغ عددهم حوالي 30 ألف شخص كانوا في قلعة جازا القريبة. أمر أسد بإشعال حرائق الإشارة وتعبئة القوات الشامية. رفض أسد في البداية طلب المساعدة من عرب خراسان المحليين، مما يشير إلى مستوى عدم الثقة الموجود الآن بين الأخير وممثلي النظام الأموي؛ مع ذلك وفي النهاية، فقد فعل وجمع قوة من 7000 رجل. في غضون ذلك، هاجم سولوك خلم ولكن بعد طرده سار إلى بيروز ناخشير / بيروز بخشين. بتجاوز بلخ، استولى التورجش على عاصمة جوزجان، ثم تفرقوا وأرسلوا مجموعات مداهمة في جميع الاتجاهات، مع وصول بعضها 350 كيلومتر (220 ميل) إلى مرو الروذ جنوبًا. ربما تم ذلك بحثًا عن الأعلاف، لأن مثل هذا الجيش الكبير لا يمكن أن يستمر خلال فصل الشتاء. وعلى عكس توقعات بن سريج، اختار حاكم جوزجان الوقوف بجانب أسد الذي علم بهذه الأحداث من قبل حاكم خلم.
كان ذكر المعركة عند الطبري مرتبكًا. ووفقًا للمستشرق هاملتون غيب، يبدو أن أسد نجح في مفاجأة حاكم التورجش وبن سريج بالقرب من خاريستان. طبقًا للطبري، فقد علم أسد بتفريق جيش التورجش عندما واجه حرسه المتقدم، المكون من 300 فارس تحت قيادة منصور بن سالم البجالي، كتيبة استطلاعية من التورجش من نفس الحجم وهزمها وأسر منها بضعة سجناء. سار أسد بعد ذلك متجهًا في البداية إلى قرية السدرة، ثم في خاريستان، حتى وصل أخيرًا إلى موقع يبعد بضع فرسخ - 10–12 كيلومتر (6–7 ميل) - من عاصمة جوزجان.
وفقًا لرواية عمرو بن موسى، التي نقلها الطبري، فقد أعطى أسد قيادة خط قتاله إلى القاسم بن بخيت المراغي الذي حارب ومعه قبائل أزد وتميم وحاكم جوزجان وحاشيته الشخصية (الشاكيرية) ووحدات جند فلسطين (تحت قيادة مصعب بن عمرو الخزاعي) وجند قنسرين (تحت قيادى مغرة بن الأحمر النميري) على الميمنة، في حين كانت الميسرة لقبيلة ربيعة (تحت قيادة يحيى بن حدين) وجند حمص (تحت حكم جعفر بن حنظلة البحراني) وجند الأردن (تحت قيادة سليمان بن عمرو المقري). تولى منصور البجالي قيادة الطليعة كما كان من قبل، معززة من قبل جند دمشق (تحت قيادة هملة بن نعيم الكلبي) والحاشية الشخصية لأسد. وضع الخاقان، الذي كان معه فقط 4000 من رجاله معه، بن سريج وأتباعه على الميمنة، في حين أن بقية قوته تتألف من الموالون التورجش ووحدات من الأمراء من ما وراء النهر - أشار الطبري أنهم كانوا هناك بشخصهم، ولكن هذا غير مرجح - بما في ذلك حكام صغد وشاش (طشقند) وأشروسنة وخوتال وجابغو من طُخارستان.
في الصدام الذي تلا ذلك، انتصرت ميمنة التورجش تحت قيادة بن سريج حيث وصلا إلى خيمة أسد. ومع ذلك، بعد أن هاجمهم العرب من الخلف - على ما يقال بناءً على اقتراح من حاكم جوزجان - خسر التورجش وحلفائهم تقدمهم وهربوا. وفي رحلتهم، تخلى التورجش عن معسكرهم مع نساءهم، بما في ذلك زوجة الخاقان التي طعنها خادم خصي لمنع أسرها. كما استعاد الأمويون الغنائم الهائلة التي اتخذتها التورجش، بما في ذلك 155 ألف رأس من الأغنام، وكل نوع من الأوعية الفضية، والعديد من الأسرى المسلمين. تمكن سولوك بالكاد من الهرب، حيث علق حصانه في الوحل ولحسن حظه لم يتعرف عليه المسلمون، وقد أنقذه بن سريج.
قسم أسد الغنائم بين رجاله، فأرسل النساء التورجشيات الأسيرات إلى النبلاء الذين هبطوا في إيران، وهم الدهقان. بقي أسد في موقع انتصاره لمدة خمسة أيام، قبل أن يعود إلى بلخ بعد تسعة أيام من مغادرته. ومن هناك انطلق إلى جازا، حيث فر الخاقان. هرب سولوك قبل الملاحقة الأموية، لكن سرعلن ما أعاقت العرب الأمطار الغزيرة والثلوج مما سمح للخاقان وبن سريج بالفرار إلى طُخارستان العليا، حيث انتقلوا إلى أشروسنة. ألقي القبض على بقايا التورجش الذين تركوا وحدهم في خراسان أو دمرهم أسد وضباطه واحدًا تلو الآخر، ولم يتمكن من الفرار سوى عدد قليل من الصغديين عائدين عبر جيحون.

## النتائج
إن قرار أسد بمواجهة الخاقان، والخيار الإستراتيجي الحكيم بجعل بلخ مسكنًا له قد جنى ثماره، وسمح له بإنقاذ الموقف الذي بدا بائسًا عقب عدة هزائم على يد التورجش. يقال أن الخليفة الأموي، هشام بن عبد الملك (حكم من 724 إلى 743) لم يصدق في أول الأمر أخبار انتصار أسد. عزز الانتصار في خاريستان الموقف العربي في خراسان، وخاصة في طُخارستان، حيث كان من المؤكد أن الحكام الأصليين المخلصين سيدعمون التورجش إذا فازوا أو ظلوا دون معارضة. وعلى العكس من ذلك، قللت الهزيمة من مكانة سولوك، وربما لعبت دورًا في اغتياله في وقت مبكر من العام 738، رغم أن التنافس بين التورجش والذي أشتعل بسبب الديوان الصيني، كان مسؤولًا بشكل مباشر عن ذلك. ثم انهارت خانات التورجش إلى الاقتتال الداخلي، ولم تعد تشكل تهديدًا خطيرًا للمصالح الأموية في المنطقة. نتيجة لذلك، تعتبر معركة خاريستان نقطة تحول بالنسبة إلى ثروات المسلمين في آسيا الوسطى.
في عهد خليفة أسد، نصر بن سيار، استعادت الجيوش الأموية معظم ما وراء النهر. بحلول العام 743 تقريبًا. ومع معركة نهر طلاس في العام 751 واضطراب تمرد آن شي، الذي أنهى النفوذ الصيني في آسيا الوسطى، تأمنت هيمنة المسلمين في المنطقة. ومع ذلك، فإن الخسائر التي تكبدها الشاميون تحت قيادة أسد في حملة العام 737 في خوتال كانت ذات أهمية بالغة على المدى الطويل، حيث كان الجيش الشامي الركن الأساسي للنظام الأموي. إن الانخفاض العددي في خراسان كان يعني أنه لم يعد بالإمكان السيطرة على العرب المولودين في خراسان بالقوة؛ فتح هذا الطريق ليس فقط لتعيين حاكم عربي من أصل خراساني في شخص نصر بن سيار، ولكن أيضًا في النهاية، لاندلاع الثورة العباسية التي أطاحت بالنظام الأموي.

## هوامش
1. ↑  الموقع الدقيق لجازا غير معروف. إنها تظهر فقط في تقرير الطبري عن أحداث 737، حيث توصف بأنها قلعة تابعة لجوزجان، على ما يبدو على الحافة الشرقية لتلك الإمارة، بالقرب من بلخ. يشير نيكولاس سيمز وليامز إلى أنها قد تكون قابلة للتعريف مع قرية دارا غاز، المذكورة في الجبال الواقعة جنوب بلخ في القرنين الرابع عشر والتاسع عشر.[17]
2. ↑  الإملاء الدقيق غير مؤكد وغير معروف.[18]
3. ↑  يتم تقديم "عاصمة جوزجان" التي لم يتم تسميتها من قبل مؤلفين مسلمين من القرون الوسطى باسم الأنبار (ساريبول الحالية) واليهودية (ميمنة الحالية) وشبرغان، أو مدينة كوندارام (غورزوان الحالية).[19][20]
4. ↑  حددها غيب مع بلدة سان، وهي في الجبال بالقرب من ميمنه.[19]